# Международный институт управленческого развития
Международный институт управленческого развития (англ. International Institute for Management Development, IMD) — бизнес-школа, расположенная в Лозанне, Швейцария. Считается одной из самых престижных бизнес школ в мире. Согласно рейтингу Форбс, в 2019 году является лучшей бизнес-школой мира; на втором месте Стэнфордская высшая школа бизнеса.

## История и миссия
IMD была образована в январе 1990 года путём объединения независимых управленческих образовательных центров International Management Institute (IMI, Женева), основанного в 1946 году компанией Alcan, и Institut pour l’Etude des Methodes de Direction de l’Entreprise (IMEDE, Лозанна), основанного в 1957 году компанией Nestlé. Новая организация разместилась в Лозанне.

## Образование
В IMD есть два образовательных направления:
- программы MBA и EMBA
- краткосрочные управленческие курсы: по открытому приему и специализированные программы для компаний

## Программа MBA
Обучение по программе MBA составляет один год, который продолжается с января по декабрь с коротким летним перерывом. Занятия проводятся 6 дней в неделю, с одним полным уик-эндом в месяц. Школа сознательно обучает небольшое число студентов, принимая не более 90 человек в год. Каждая группа включает студентов из разных уголков мира чтобы предотвратить какое-либо национальное неравенство. Программа MBA строго сфокусирована на общем менеджменте вместо узкоспециальных курсов, в результате, большинство (70 %) выпускников обычно устраиваются в промышленном секторе в отличие от инвестиционного банкинга и консалтинговых компаний, которые преобладают среди выпускников других школ. Постоянные компании-работодатели — Shell, Philips, Nestlé, Unilever, Medtronic, Johnson & Johnson, Nokia и Novartis.

## Программа EMBA
Учебный план EMBA отличается от MBA потому что он нацелен на опытных менеджеров, которые находятся в другом положении в своей карьере. Он строго сфокусирован на лидерских качествах, темах интегрированного бизнеса и непосредственном практическом применении тем предметов. 70 выбранных кандидатов имеют средний возраст 39 лет и обычно имеют большой международный опыт в бизнесе.

## Управленческое образование
Управленческое образование — основная часть деятельности школы, оно удовлетворяет нужды своей огромной партнерской сети основных международных корпораций.